# Miss Marples sista fall
Miss Marples sista fall (originaltitel Sleeping Murder: Miss Marple's Last Case), är en detektivroman av Agatha Christie med Jane Marple i huvudrollen. Boken utkom på engelska 1976 och på svenska 1977. Den skrevs dock mer än trettio år innan den utgavs, och miss Marples vän överste Bantry, som är död i den tidigare utgivna romanen Spegeln sprack från kant till kant, är här högst levande. Handlingen utspelar sig 1944, men det första utkastet till romanen skrevs möjligen under Blitzen 1940. Miss Marple hjälper ett ungt par som väljer att avslöja händelser i hustruns tidigare liv.

## Handling
Nygifta Gwenda Reed reser före sin man för att hitta ett hem åt dem på Englands sydkust. På kort tid hittar och köper hon Hillside, ett stort gammalt hus som känns precis som hemma. Hon övervakar arbetare i en renovering och bor i det som en gång var en barnkammare medan arbetet fortskrider. Hon bildar sig en bestämd idé för den lilla barnkammaren. När arbetarna öppnar en lång förseglad dörr ser hon just den tapeten som hon hade i tankarna. En plats som hon tycker verkar logisk för en dörröppning mellan två rum visar sig dessutom ha varit en plats ett år tidigare. Hon åker till London för att hälsa på släktingar, författaren Raymond West, hans fru och hans moster, Miss Jane Marple. Under pjäsen Hertiginnan av Malfi, när repliken "Täck hennes ansikte; mina ögon bländar; hon dog ung" sägs, skriker Gwenda ut; Hon såg en bild av sig själv när hon såg en man säga dessa ord medan han ströp en blond kvinna som hette Helen.
Gwenda föddes i Indien där hennes far var stationerad och uppfostrades sedan i Nya Zeeland av sin moster, när hennes mor dog. Fadern dog några år efter modern. Hon har minnen av att vara på ett fartyg, men det är helt klart två fartyg. Miss Marple föreslår att Gwenda bodde i England med sin far och hans andra fru, vilket visar sig vara fallet. Hennes styvmor Helen Halliday, född Kennedy, mötte hennes far när hon reste från Indien tillbaka till England, där deras romans ombord ledde till giftermål vid ankomsten till England. De hyrde ett hus i Dillmouth där Helen växte upp. Sammanträffandena visar sig vara minnen från Gwendas vistelse i det där huset för 18 år sedan som mycket litet barn. Nu funderar Gwenda över sin skrämmande bild och pjäsens slutord: är de också verkliga minnen? Hennes man Giles anländer från Nya Zeeland och paret bestämmer sig för att gå vidare med mysteriet.
Helen uppfostrades huvudsakligen av sin halvbror Dr Kennedy, som nu pensionerat sig från praktiken och flyttat till en annan by. Han svarar på en annons som Giles har satt upp för att få information om Helen. Miss Marple ordnar ett besök hos vänner i Dillmouth. Miss Marple är ofta i huset och drar upp pinjeväv från den försummade trädgården. Hon hittar mannen som en gång i tiden arbetade i trädgården åt familjen Kennedy, syster och bror, som ger flera användbara beskrivningar av händelserna då. Miss Marple hittar kokerskan från Hallidays hushåll, Edith, som minns den tiden väl. Familjen Hallidays skulle snart flytta till ett hus i Norfolk innan Helen försvann. Helen ville bort. Tjänarna antog att det var från hennes man, men det var det inte. Hon var främst intresserad av att fly från sin bror. Hon blev förälskad i Halliday och älskade hans dotter.
Familjen Reed annonserar och söker familjen Hallidays före detta hembiträde Lily. Hon skriver först till Dr Kennedy i tron att han är en vän. Hon säger att hon inte tror att Helen rymde, eftersom kläderna som packades i resväskan var meningslösa (hon tog med sig en aftonklänning men inte skorna och bältet som hör till). Reeds och Dr Kennedy kommer överens om att han ska skriva tillbaka till henne för att ordna ett möte i sitt nuvarande hem. Lily kommer aldrig.
Polisen hittar Lilys kropp, strypt, i en skogsdunge nära tågstationen. Hon kom med ett tidigare tåg, men hade doktor Kennedys brev med sig för den senare ankomsttiden. Miss Marple råder Gwenda att berätta allt för polisen. Snart gräver de upp trädgården i slutet av terrassen och hittar Helens kropp. Gwenda är ensam i huset när Dr Kennedy närmar sig henne, redo att döda henne genom att strypa henne när hans försök att förgifta henne misslyckades. Miss Marple kommer med en behållare med tvållösning, som hon sprayar i hans ögon för att stoppa mordförsöket.
Doktor Kennedy hade strypt sin syster och sagt de avslutande orden från pjäsen, ovetande om den unge Gwenda vid trappräcket ovanför. Han begravde Helen i trädgården. Han fick hennes man att tro att han hade strypt henne, men det fanns ingen kropp, så han togs som sinnessjuk och dog på ett vårdhem. Hans dagbok från den tiden visade att han var vid sina sinnens fulla bruk, men han kunde inte förklara vad han hade sett med sin strypta hustru bredvid sig. Kennedy hade först gett droger för att göra Halliday paranoid och sedan drogat hans drink så att Dr Kennedy kunde posera honom bredvid den strypta Helen. Sedan rörde Kennedy på hennes kropp igen. Brevet som hittades med Lily var inte det hon fick från Kennedy; Han bytte den efter att han dödat henne. Han visste att polisen skulle genomskåda hans plan. Han skickade hem barnflickan Leonie till Schweiz med mediciner som dödade henne. Miss Marple förklarar allt detta för familjen Reed, hela bekännelsen från Kennedy och hur de borde ha sett det från början, från de orden i pjäsen (uttalade av en bror som just hade dödat sin syster).

## Karaktärer
- Gwenda Halliday Reed: 21 år gammal och nygift kvinna från Nya Zeeland som bosätter sig i England med sin nya man.
- Giles Reed: Gwendas man, som träffade henne i Nya Zeeland. Föräldralös, som hon är, och i en verksamhet som kräver resor.
- Mrs Cocker: kokerska i Reeds hushåll.
- Raymond West: välkänd författare och brorson till miss Jane Marple.
- Joan West: Målare, hustru till Raymond och kusin till Giles Reed.
- Miss Jane Marple: Raymonds moster.
- Dr Haydock: Miss Marples läkare, som hon övertalar att råda henne att ta en tur vid havet.
- Edith (Edie) Pagett: kock till Halliday-hemmet St Catherine (nu kallat Hillside) flera år tidigare, som fortfarande bor i Dillmouth.
- Leonie: en ung schweizisk kvinna som under en kort tid var sjuksköterska eller barnflicka åt barnet Gwenda i St Catherine-huset och såg något genom barnkammarfönstret natten då Helen försvann.
- Lily Abbott Kimble: husjungfru i Halliday-hushållet, som nu är gift.
- Manning: trädgårdsmästare, nu 75 år gammal, till Kennedy-hushållet när Helen levde.
- Major Kelvin Halliday: gift med Megan och far till Gwenda. Efter Megans död gifte han om sig med Helen Kennedy, en ung kvinna som han träffade på båten tillbaka till England med sin dotter. Han dog i villfarelsen att han mördat sin andra hustru.
- Alison Danby: Gwendas moster som uppfostrade henne i Nya Zeeland, syster till hennes avlidna mor.
- Helen Spenlove Halliday (född Kennedy): ung blond kvinna, halvsyster till Dr Kennedy, hustru till major Halliday och styvmor till Gwenda. Hon var en livlig och kärleksfull ung kvinna.
- Dr James Kennedy: Helens äldre halvbror, som uppfostrade henne när båda föräldrarna dog. Han drog sig tillbaka från träningen strax efter att hans syster försvann och bor nu i Woodleigh-Bolton.
- Jackie (J. J.) Afflick: En pojke från trakten, som först arbetade som kontorist på Fanes advokatbyrå, avskedad på grund av saklig grund, men möjligen inställd. Han umgicks en kort stund med Helen när hon kom hem från skolan. Han är nu gift med Dorothy och affärsman med en bussresetjänst i Devon och Dorset, baserad i Exeter.
- Walter Fane: den lokala advokatens son, han försökte sig på en teplantage i Indien, misslyckades med det, återvände till Dillmouth för att praktisera juridik i sin fars firma, inbiten ungkarl. Han friade till Helen, hon gick ut för att gifta sig med honom, men tackade nej när hon kom dit, eftersom hon insåg att hon inte alls älskade honom.
- Richard Erskine: gift man som träffade Helen på skeppet till Indien, när han reste ensam. De visste båda att deras starka attraktion inte hade någon framtid, så de gav upp den. Han är bosatt i Northumberland.
- Janet Erskine: Richards hustru och mor till deras två söner. Familjen semestrade i Dillmouth när Helen försvann.
- Dr Penrose: personal på vårdhemmet Saltmarsh House i Norfolk där major Halliday tillbringade de sista åren av sitt liv.
- Inspektör Last: den första polisen som dyker upp på platsen när Lilys kropp hittas.
- Kriminalinspektör Primer: tar ledningen i utredningen av mordet på Lily och misstankarna om var Helen är begravd när Gwenda berättar hela historien för polisen. Överste Melrose hade en gång pekat ut miss Marple för honom.

## Litterär betydelse och mottagande
George Thaw skrev i Daily Mirror den 22 oktober 1976: "Agatha Christies sista roman är mycket bra. Miss Marples sista fall är den sista av Miss Marples upptäcktsfärder. Men kanske är det hennes bästa. Agatha Christie skrev den för flera år sedan, men om jag skulle välja en svanesångsbok är det här definitivt den jag skulle välja. Det är hennes bästa på flera år."
Robert Barnard: "Något sömnigt mysterium, skrivet på fyrtiotalet men publicerat efter Christies död. Handlar om ett hus där mord har begåtts, köpt (av en ren slump) av någon som barn såg kroppen. Låter som Ross Macdonald, och låter verkligen inte som vintage Christie. Men varför skulle en skarpsinnig affärskvinna hålla tillbaka en av sina bättre prestationer för postum publicering? H.R.F. Keating inkluderade romanen i sin lista över "100 Best Crime and Mystry Books". Det var en av de mest sålda böckerna 1976.

## Skrivprocessen
Agatha Christie skrev Ridå (Hercule Poirots sista mysterium, som avslutar detektivens karriär och liv). Miss Marples sista fall skrevs under andra världskriget någon gång under Blitzen, som ägde rum mellan september 1940 och maj 1941. Agatha Christies litterära korrespondensfiler visar att det första utkastet till romanen skrevs i början av 1940.
Christies anteckningsböcker är öppna för tolkning i efterhand; John Curran hävdar att Miss Marples sista fall fortfarande planerades i slutet av 1940-talet och början av 1950-talet. Hans utgångspunkt är de många ändringarna av romanens titel, eftersom andra författare hade använt hennes första titelidéer: en av Christies anteckningsböcker innehåller referenser till Cover Her Face (andra titeln) under "Plans for Sept. 1947" och "Plans for Nov. 1948", vilket tyder på att hon planerade att läsa om och revidera manuskriptet.
Tidigare levnadstecknare, som inte hade tillgång till anteckningsböckerna, uppger att boken skrevs 1940. Icke desto mindre finns stöd för att berättelsen först skrevs 1940 i korrespondensfilerna från Christies litterära agenter: Christies royaltydeklaration för den 15 mars 1940 uppger att sekreterarbyrån som anlitats av Edmund Cork för att skriva Murder in Retrospect (första titeln på manuskriptet) debiterade 19 pund och 13 shilling 9 pence. Den 7 juni 1940 skrev Edmund Cork till Christie och meddelade henne att han skulle låta upprätta det nödvändiga "gåvobrevet" så att hennes make Max skulle bli ägare till den opublicerade Miss Marple-romanen. Christie besökte så småningom Edmund Corks kontor på 40 Fleet Street, London, den 14 oktober 1940 och undertecknade dokumentet som överförde äganderätten till upphovsrätten till Murder in Retrospect till hennes make med hänsyn till vad som kallades hennes "naturliga kärlek och tillgivenhet för honom".
Christie hänvisar till de sista Poirot och Miss Marple-romanerna som hon skrev under andra världskriget i sin självbiografi. Hon skriver att hon hade skrivit ytterligare två böcker under krigets första år i väntan på att bli dödad i räderna, eftersom hon arbetade i London. Den ena var till hennes dotter Rosalind Hicks, som hon skrev först – en bok med Hercule Poirot i – och den andra var till Max – med Miss Marple i den. Hon tillägger att dessa två böcker, efter att ha sammanställts, placerades i bankvalv och formellt överlämnades genom gåvobrev till hennes dotter och make.
Den sista Marple-romanen Christie skrev, Nemesis, publicerades 1971, följt av Christies sista Poirot-roman Långa skuggor 1972 och sedan 1973, hennes allra sista roman Ödets port. Medveten om att hon inte skulle skriva några fler romaner godkände Christie publiceringen av Ridå 1975 för att bli av med Poirot. Hon såg sedan till att Miss Marples sista fall publicerades 1976, men hon dog innan den publicerades i oktober samma år.
Till skillnad från Poirot, som dör i den sista romanen, lever Miss Marple vidare. Denna sista publicerade roman utspelar sig 1944, men följer romaner som utspelar sig under senare år, som visar att Miss Marple har åldrats. I Nemesis ägnar sig Miss Marple inte åt trädgårdsarbete på inrådan av sin läkare, vilket visar effekterna av hennes bräckligare hälsa. I Miss Marples sista fall drar hon ofta upp snårvinda från den försummade trädgården vid familjen Reeds hem, men det kan vara en täckmantel för att söka efter platsen för offrets begravning. Det finns en hänvisning till en antik radioapparat som ett önskat köp av Lily, om hon skulle få pengar genom att svara på tidningsannonsen som sökte henne; Detta förstärker att berättelsen utspelas på 1930-talet, vilket författaren avsåg i sina sista omarbetningar (gjorda 1950).

## Titeländringar
Christies ursprungliga manuskript till Miss Marples sista fall hade titeln Murder in Retrospect efter ett av kapitlen i boken. När Hercule Poirots roman Fem små grisar senare gick som följetong i USA i Collier's Weekly från september till november 1941, döpte tidningens redaktion om den till Murder in Retrospect. Detta var också den titel som användes av Christies amerikanska förläggare Dodd Mead and Company, förmodligen för att dra nytta av den senaste amerikanska följetongen. Christies ursprungliga manuskript till Miss Marples sista fall döptes om till Cover Her Face.
Efter publiceringen av P.D. James debutroman Cover Her Face 1962 blev Christie medveten om behovet av att hitta på ännu en titel för den sista Miss Marple-boken. Hon skrev till Edmund Cork den 17 juli 1972 och bad honom skicka henne en kopia av det opublicerade manuskriptet och en kopia av Max gåvobrev. Det hade gått så lång tid att hon inte kunde komma ihåg om manuskriptet fortfarande hette Cover Her Face eller She Died Young.

## Allusioner till andra verk
- När polisinspektören får syn på Miss Marple kommenterar han ett fall med hotbrev i närheten av Lymstock, vilket är handlingen i Mord per korrespondens.
- Tidigt i romanen har Miss Marple ett kort samtal med överste Arthur Bantry, hennes granne i St. Mary Mead, vars död refererades till i Spegeln sprack från kant till kant publicerad 1962, med betoning på 1945 års miljö för Miss Marples sista fall. Kriminalinspektör Primer nämner att överste Melrose pekade ut henne för honom tidigare, efter att ha berättat för Gwenda att miss Marple var välkänd av polismästarna i tre grevskap, som litade på henne, men ännu inte var hans chef.
- I Miss Marples sista fall används begreppet om en okänd person, X, kortvarigt av karaktärerna som tar reda på vad som hände med Helen. I Ridå - Poirots sista fall, som skrevs ungefär samtidigt, refererar kapten Hastings till mördaren som Poirot söker som Mr X. Notationen används i hela Ridå, men bara kort i Miss Marples sista fall. I båda romanerna visade sig X vara en karaktär som redan var välkänd för de andra karaktärerna i romanen.
- Handlingen i John Websters 1600-talspjäs The Duchess of Malfi handlar om en kvinna som stryps av sin bror på grund av den man hon gifte sig med, vilket är exakt Dr. Kennedys situation när det gäller hans syster. Miss Marple säger i slutet att hon borde ha vetat hela tiden att det var Kennedy, på grund av de ord han yttrade, ord som utlöste Gwendas djupt rotade minne.
- Det finns ett kort framträdande i romanen av en karaktär som är mer framträdande i Christies roman Ett sting i tummen från 1968. Karaktären var känd som Mrs. Lancaster och berättelsen innehöll hennes karaktärer Tommy och Tuppence Beresford. När Gwenda besöker sanatoriet för att ta reda på mer om Kelvin Halliday, frågar en äldre dam som dricker varm mjölk henne om det är hennes stackars barn, vilket Gwenda svarar nekande på.[13] Även om hon inte introduceras vid namn boken, matchar denna äldre dam beskrivningen av Mrs. Lancaster från Ett sting i tummen; Faktum är att scenen från den boken är nästan identisk med den som beskrivs i denna, med undantag för förändringar i sanatorieets läge och karaktär som meddelandet levererades till.[14]

## Bearbetningar

### TV

#### BBC-version
Miss Marples sista fall filmades av BBC som en 100-minuters film i den sjätte adaptionen (av tolv) i serien Miss Marple med Joan Hickson i huvudrollen som Miss Marple. Den sändes i två 50-minutersdelar, söndagen den 11 januari och söndagen den 18 januari 1987. Denna anpassning är ganska trogen handlingen i romanen.

#### ITV-version
En andra brittisk TV-adaption, som utspelar sig 1951, sändes den 5 februari 2006 som en del av ITV:s Agatha Christies Marple med Geraldine McEwan och Sophia Myles i huvudrollerna som Miss Marple respektive Gwenda. Denna adaption hade många ändringar i handlingen. Den mest signifikanta förändringen är att det i slutet avslöjas att Gwendas mor och styvmor var en och samma person. Claire var en juveltjuv och för att undkomma de indiska polisdetektiverna fejkade hon sin död och antog identiteten "Helen Marsden". Andra förändringar inkluderar borttagandet av några av Helens friare, och tillägget av ett resande sällskap av artister som heter The Funnybones, som Helen uppträdde med vid tiden för sin död. Dr Kennedy blev halvbror till Kelvins första fru, (vars namn ändras från Megan till Claire). Gwenda har en frånvarande fästman, Charles, snarare än en make. I slutet lämnar Gwenda honom och förlovar sig med en medlem av hans företag, Hugh Hornbeam. Dr Kennedy försöker inte döda Gwenda och verkar inte vara galen, bara att han var kär i sin syster och dödade henne så att ingen kunde få henne. Kelvin förs inte till sjukhus och drogas av Dr Kennedy med datura. Istället blir han mördad när Dr Kennedy knuffar honom över en klippa.

#### Fransk version
Det tionde avsnittet av den franska TV-serien Les Petits Meurtres d'Agatha Christie var en adaption av denna roman. Den sändes 2012.

#### Syrisk version
Romanen anpassades till en syrisk dramaserie, "جريمة في الذاكرة" "Brott i minnet" som sändes 1992.

#### Japansk version
Romanen gjordes till 4 avsnitt av den japanska animerade TV-serien Agatha Christie's Great Detectives Poirot and Marple som sändes 2005.

### Radio
Romanen dramatiserades som en 90 minuter lång pjäs för BBC Radio 4 och sändes som en del av Saturday Play den 8 december 2001. June Whitfield repriserade sin roll som Miss Marple (hon spelade Miss Marple i flera radioadaptioner under 1900-talet). Den spelades in den 10 oktober 2001.